# HSG4112
Vutiglabridin（中文译名未知），开发代号HSG4112，是一种外消旋的有机化合物，化学式为C22H26O4，为实验性抗肥胖药物，是光甘草定的结构类似物。
它可以5-羟基-2,2-二甲基-2H-1-苯并呋喃-6-甲醛为原料经多步反应制得。